# Bobby Rosengarden
Bobby Rosengarden, rodným jménem Robert Marshall Rosengarden (23. dubna 1924 – 27. února 2007) byl americký jazzový bubeník.
Narodil se ve městě Elgin v americkém státě Illinois a na bicí začal hrát ve věku dvanácti let. Po dokončení studií na University of Michigan hrál ve vojenských kapelách během druhé světové války. V následujících letech hrál v New Yorku s různými kapelami a také pracoval jako studiový hudebník. V letech 1949 až 1968 pracoval pro televizi NBC a v letech 1969 až 1974 pro ABC. Během své kariéry spolupracoval s mnoha hudebníky, mezi které patří například Duke Ellington, Ray Charles, Oliver Nelson nebo Dick Hyman. Zemřel na selhání ledvin ve věku dvaaosmdesáti let.